# Gone in 60 Seconds (2000)
Gone in 60 Seconds is een Amerikaanse misdaad-actiefilm uit 2000 onder regie van Dominic Sena. Stuntmannen Chuck Picerni Jr. en Eddie Yansick wonnen hiervoor een Taurus World Stunt Award voor de door hun uitgevoerde achtervolging tussen een politiewagen en een Shelby Mustang. De film is een remake van de gelijknamige film uit 1974, onder regie van H.B. Halicki.

## Verhaal

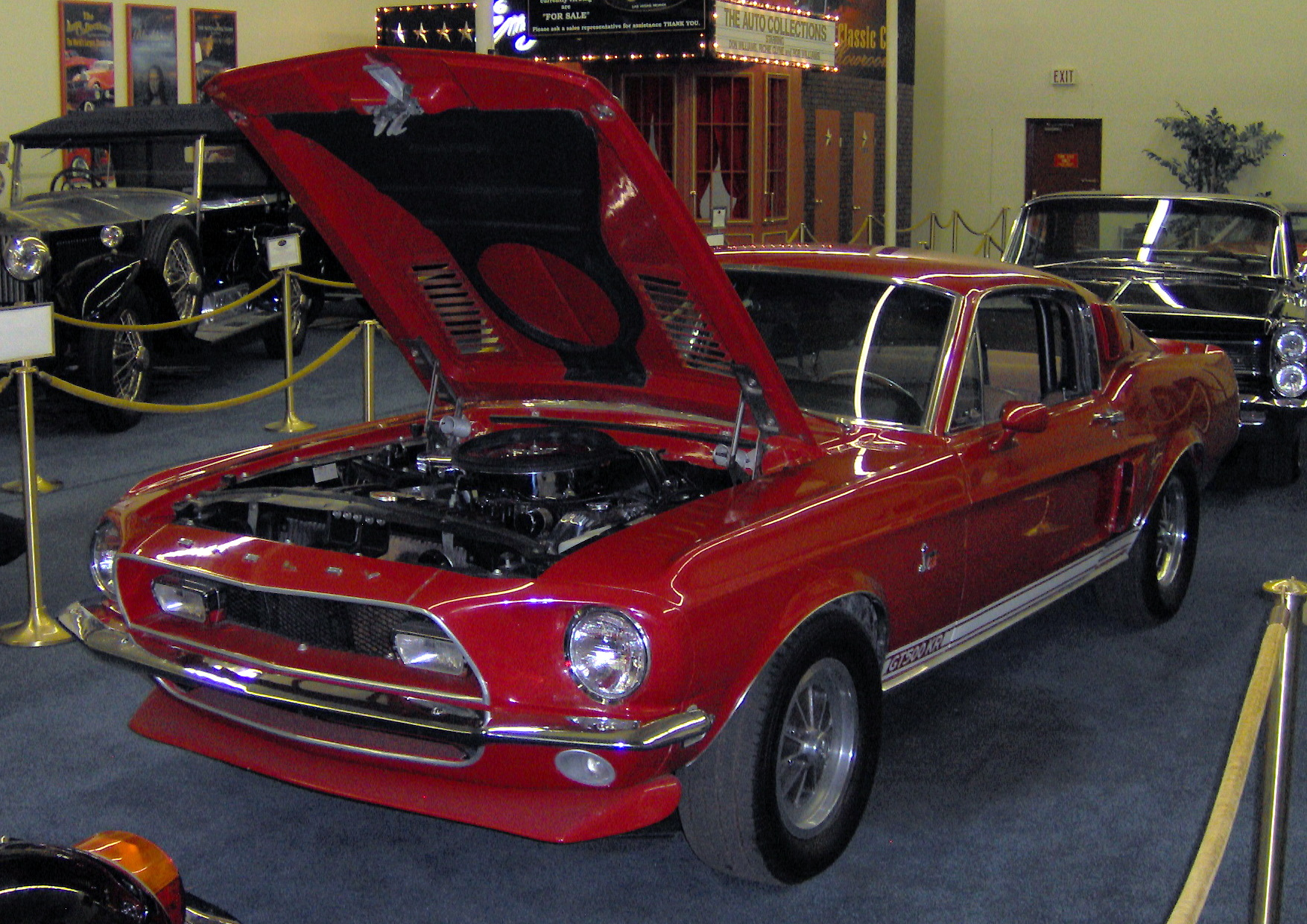
Een Shelby Mustang GT500 uit 1968

Kip Raines (Giovanni Ribisi) verknoeit de opdracht om vijftig specifiek aangewezen auto's te stelen. Zijn opdrachtgever Raymond Calitri (Christopher Eccleston) wil hem hiervoor liquideren. De enige die dit kan voorkomen, is Raines' broer Randall 'Memphis' Raines (Nicolas Cage), ooit de meest beruchte autodief in Long Beach. Als hij de klus toch nog tot een goed einde brengt, spaart de Britse autozwendelaar Kips leven.
Memphis gooit zijn voornemen om nooit meer auto’s te stelen overboord en aanvaardt de opdracht. Vrijdag om acht uur 's ochtends moeten alle auto’s afgeleverd zijn in de haven. Memphis trommelt zijn oude makkers weer op en samen proberen ze alle vijftig sportwagens in één nacht te stelen. Met de hete adem van de politie in hun nek, verloopt de klus voorspoedig. Er moet nog één auto gestolen worden: ‘Eleanor’, een Shelby GT500. Memphis en Eleanor hebben een verleden samen en ook dit keer zorgt de wagen voor moeilijkheden. Na een wilde achtervolging krijgt hij die uiteindelijk toch in de haven, maar te laat.
Calitri beschouwt de opdracht als niet volbracht en geeft de opdracht Kip om te brengen. Memphis steekt hier alsnog een stokje voor.

## Rolverdeling
| Acteur           | Personage                   |
| ---------------- | --------------------------- |
| Nicolas Cage     | Randall 'Memphis' Raines    |
| Giovanni Ribisi  | Kip Raines                  |
| Angelina Jolie   | Sara 'Sway' Wayland         |
| T.J. Cross       | Mirror Man                  |
| Delroy Lindo     | Detective Roland Castlebeck |
| Timothy Olyphant | Detective Drycoff           |
| Robert Duvall    | Otto Halliwell              |
| Vinnie Jones     | The Sphinx                  |

## De 50 auto's
Memphis en zijn vrienden proberen in de film 50 auto's te stelen. Dit zijn auto's als Porsche, Ferrari en Mercedes-Benz. Om het makkelijker te maken geven ze elke auto een bijnaam. In het overzicht hieronder staan alle auto's met jaartal, merk, type en de codenaam. Helemaal vooraan staat een nummer dat aangeeft wanneer de auto gestolen is. In deze volgorde stelen ze de auto's dus.
De 50 auto's met codenamen:
1. 1999 Aston Martin DB7 – Mary
2. 1962 Aston Martin DB1 – Barbara
3. 1999 Bentley Arnage – Lindsey
4. 1999 Bentley Azure – Laura
5. 1964 Bentley Continental – Alma
6. 1959 Cadillac Eldorado – Madeline
7. 1958 Cadillac Eldorado Brougham – Patricia
8. 1999 Cadillac Escalade – Carol
9. 2000 Cadillac Eldorado STS – Daniela
10. 1957 Chevrolet Bel Air Convertible – Stefanie
11. 1969 Chevrolet Camaro Z28 – Erin
12. 1953 Corvette – Pamela
13. 1967 Corvette Stingray Big Block – Stacey
14. 2000 Ford F350 4x4 modified Pickup – Anne
15. 1971 De Tomaso Pantera – Kate
16. 1970 Plymouth Superbird – Vanessa
17. 1998 Dodge Viper Coupé GTS – Denise
18. 1995 Ferrari F355 B – Diane
19. 1997 Ferrari F355 F1 – Iris
20. 1967 Ferrari 275 GTB 4 – Nadine
21. 1999 Ferrari 550 Maranello – Angelina
22. 1987 Ferrari Testarossa – Rose
23. 1956 Ford Thunderbird – Susan
24. 2000 GMC Yukon – Megan
25. 1999 Hummer 2-Door Pickup – Tracy
26. 1999 Infiniti Q45 – Rachel
27. 1994 Jaguar XJ220 – Bernadene
28. 1999 Jaguar XK8 Coupé – Deborah
29. 1990 Lamborghini Diablo – Gina
30. 1999 Lexus LS 400 – Hillary
31. 1999 Lincoln Navigator – Kimberly
32. 1957 Mercedes Benz 300 SL/Gullwing – Dorothy
33. 1999 Mercedes Benz CL 600 – Donna
34. 1999 Mercedes Benz S 500 – Samantha
35. 1998 Mercedes Benz SL 600 – Ellen
36. 1950 Mercury Custom – Gabriela
37. 1971 Plymouth Hemi Cuda – Shannon
38. 1969 Plymouth Roadrunner – Jessica
39. 1965 Pontiac GTO – Sharon
40. 1999 Porsche 996 – Tina
41. 2000 Porsche Boxster – Marsha
42. 1961 Porsche Speedster – Natalie
43. 1988 Porsche 959 – Virginia
44. 1997 Porsche 911 Turbo – Tanya
45. 2000 Rolls Royce Stretch Limousine – Grace
46. 1966 AC Cobra 427 – Ashley
47. 2000 Toyota Land Cruiser – Cathy
48. 1998 Toyota Supra Turbo – Lynn
49. 2000 Volvo Turbo Wagon R – Lisa
50. 1967 Shelby Mustang GT 500 – Eleanor